# نمانیا رادونیچ
نمانیا رادونیچ (سیریلیک صربی: Немања Радоњић؛ زادهٔ ۱۵ فوریهٔ ۱۹۹۶) بازیکن فوتبال اهل صربستان است که برای باشگاه تورینو بازی می‌کند.
از باشگاه‌هایی که در آن بازی کرده‌است می‌توان به رم، ستاره سرخ بلگراد و مارسی اشاره کرد.
وی همچنین در تیم ملی فوتبال صربستان بازی کرده‌است.